# Mary Rose Oakar

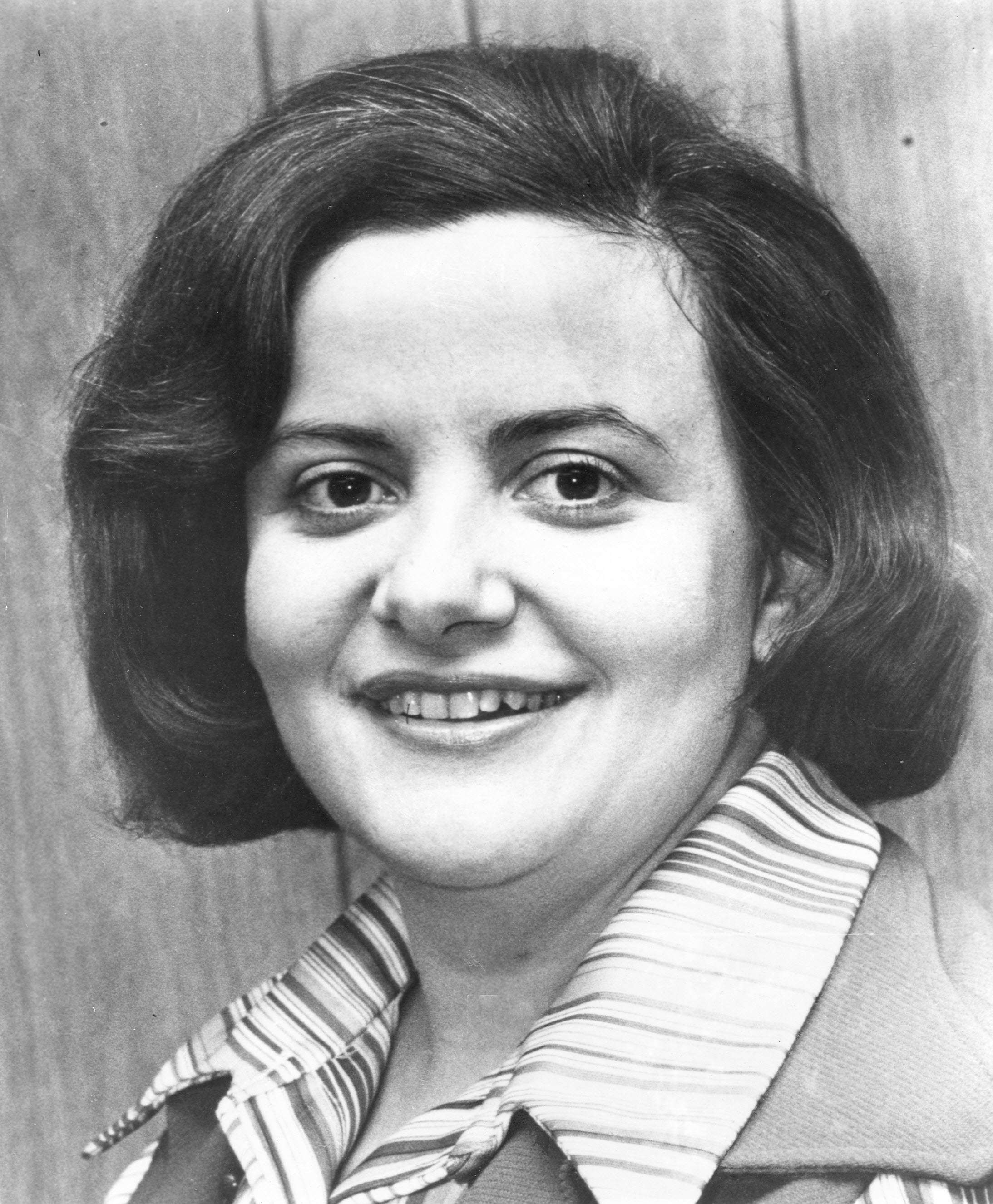
Mary Rose Oakar

Mary Rose Oakar (* 5. März 1940 in Cleveland, Ohio) ist eine US-amerikanische Politikerin der Demokratischen Partei. Von 1977 bis 1993 war sie Mitglied des Repräsentantenhauses der Vereinigten Staaten für den 20. Kongressdistrikt des Bundesstaates Ohio.

## Biografie
1962 schloss Oakar ihr Studium am Ursuline College mit einem Bachelor of Arts ab. Der Master folgte 1966 an der John Carroll University. Abschließend lehrte sie an der Lourdes Academy, einer katholischen High School für Frauen. Am Cuyahoga County Community College unterrichtete sie von 1968 bis 1975. Von 1973 bis 1976 war sie Mitglied im Stadtrat von Cleveland.
Bei den Kongresswahlen 1976 wurde Oakar als Vertreterin des 20. Kongressdistrikts ins US-Repräsentantenhaus gewählt. Sie war die erste demokratische Politikerin aus Ohio im Kongress. Mit der Zeit wurde Oakar, die aus einer Familie arabischer Herkunft stammt, in verschiedene Ausschüsse entsandt und konnte so ihre Position im Kongress stärken. Durch ihre Mitgliedschaften in den Ausschüssen flossen viele Mittel in ihre Heimatstadt, die zur Stadterneuerung genutzt wurden. Von 1985 bis 1989 war sie Democratic Caucus Vice Chairwoman, somit Mitglied der Führungsspitze der Demokratischen Partei im Kongress. 1991/92 war sie in den House banking scandal verwickelt. Der 20. Kongressdistrikt wurde 1992 in den 10. Distrikt integriert, Oakar konnte sich zwar in den Vorwahlen ihrer Partei durchsetzen, musste sich aber letztlich dem Republikaner Martin Hoke geschlagen geben. Sie zog sich daraufhin aus dem politischen Geschäft zurück. 2000 kehrte sie auf die politische Bühne zurück um für eine Legislaturperiode Mitglied des Repräsentantenhauses von Ohio zu werden. 2002 schied sie aus diesem wieder aus.
Aktuell ist Oakar Präsidentin des American-Arab Anti-Discrimination Committee (ACD), welches sich im Kampf gegen die Diskriminierung von arabischstämmigen Amerikanern engagiert.